# Constante van Brun
De Noorse wiskundige Viggo Brun liet in 1919 zien dat de som van de omgekeerden van priemtweelingen naar een constante convergeert, die we nu kennen als de constante van Brun, genoteerd als {\displaystyle B_{2}}.
{\displaystyle B_{2}=\sum _{\mathrm {p\,en\,p+2\,priem} }\left({\frac {1}{p}}+{\frac {1}{p+2}}\right)=\left({\frac {1}{3}}+{\frac {1}{5}}\right)+\left({\frac {1}{5}}+{\frac {1}{7}}\right)+\left({\frac {1}{11}}+{\frac {1}{13}}\right)+\left({\frac {1}{17}}+{\frac {1}{19}}\right)+\cdots }
Dit is een opmerkelijk resultaat omdat de som van de omgekeerden van alle priemgetallen daarentegen divergeert.
Het is onbekend of de constante van Brun een irrationaal getal is. Dit hangt ervan af of het aantal priemtweelingen eindig of oneindig is. Het aantal priemtweelingen is volgens het vermoeden oneindig, maar dat is nog niet bewezen. 
Door het berekenen van de priemtweelingen tot 1014 is de constante van Brun door TR Nicely geschat op 1,902160578. Een latere schatting van Pascal Sebah en Patrick Dechimel in 2002 die alle priemtweelingen tot 1016 gebruikt komt op
{\displaystyle B_{2}\approx 1,902160583104}
Ondanks deze schattingen is er geen bovengrens voor {\displaystyle B_{2}} bekend, dat wil zeggen dat van geen enkel reëel getal {\displaystyle x} bekend is dat {\displaystyle B_{2}<x}.
- MathWorld. Brun's Constant.